# كوفنتري سيتي
نادي كوفنتري سيتي لكرة القدم (بالإنجليزية: Coventry City Football Club)‏ هو نادٍ إنكليزي لكرة القدم يمثل كوفنتري في وست ميدلاندز.

## التاريخ
كوفنتري سيتي هو نادي إنكليزي لكرة القدم يمثل كوفنتري في وست ميدلاندز، ولكن يلعب حاليا مبارياته في نورثامبتون، نحو 34 ميلا ( 55 كم) إلى الجنوب الشرقي من المدينة.
الفريق ينافس في دوري الدرجة الثانية، والمستوى الثالث من نظام الدوري الإنكليزي لكرة القدم .
يلقب الفريق بالسكاي بلوز بسبب لون الملابس الخاصة بالفريق، وتشكل كوفنتري سيتي في عام 1883 كفريق سنجرس، ثم انضم إلى دوري كرة القدم في عام 1919 ، وقد فاز في بطولة كبرى فقط في عام 1987 عندما فاز على توتنهام هوتسبير 3-2 ليفوز بكأس الاتحاد الإنجليزي في مباراة مدرجة من قبل اتحاد كرة القدم كواحدة من نهائيات كأس الاتحاد الإنجليزي الكلاسيكية .
كما وصل النادي أيضا مرتين إلى الدور نصف النهائي من كأس الدوري، في عام 1981 و 1990.
وكان النادي أحد الأعضاء المؤسسين للدوري الممتاز عام 1992 و أمضى 34 مواسم رائعة على التوالي في دوري الدرجة الأولى الإنجليزية قبل ان يهبط في عام 2001 وبعد عشر مواسم في دوري الدرجة الثانية لكرة القدم، هبط كوفنتري ستي في عام 2012 ، وهي المرة الأولى منذ 48 عاما التي يلعب فيها النادي في الدرجة الثالثة الإنجليزي.
تأهل كوفنتري مرة واحدة فقط للمنافسة الأوروبية، خلال موسم 1970-1971 ، عندما تنافس في كأس إنتر سيتيز فيرز الأوروبية (الآن الدوري الأوروبي) ، و تمكن من الوصول إلى الدور الثاني.
كانوا غير قادرين على المنافسة في كأس 1987-1988 كأس الاتحاد الأوروبي الفائز بسبب الحظر المفروض على الاندية الإنجليزية في ذلك الوقت.
من 1899-2005 ، لعب كوفنتري سيتي على ملعب هايفيلد رود.
في أواخر 1990s - قرر مدراء النادي ان الوقت قد حان لبناء ملعب أكبر واختاروا موقع في منطقة رولي الخضراء من المدينة. افتتح ريكو أرينا بسعة 32,609 متفرج في أغسطس 2005 ، ولكن بعد خلاف ايجار مع ملاك الملعب، اختار النادي للعب مبارياته على ملعب نورثامبتون تاون سيكسفيلدز ابتداء من موسم 2013-14.

## اللاعبين
ملاحظة: تشير الأعلام إلى المنتخب الوطني على النحو المحدد في قواعد الأهلية للفيفا. قد يحمل اللاعبون أكثر من جنسية واحدة غير تابعة للفيفا.
| الرقم | البلد           | المركز | اللاعب           |
| ----- | --------------- | ------ | ---------------- |
| 1     | جمهورية أيرلندا | حارس   | جو ميرفي         |
| 2     | إنجلترا         | مدافع  | سايروس كريستي    |
| 3     | إنجلترا         | مدافع  | بلير آدمز        |
| 4     | إسكتلندا        | مدافع  | أندي ويبستر      |
| 6     | إنجلترا         | وسط    | كونور توماس      |
| 7     | إسكتلندا        | وسط    | جون فليك         |
| 8     | إنجلترا         | وسط    | كارل بيكر        |
| 9     | إنجلترا         | مهاجم  | ناثان إكلستون    |
| 10    | إنجلترا         | مهاجم  | ناثان ديلفونيسو  |
| 11    | إسكتلندا        | وسط    | ديلان مكوف       |
| 12    | إنجلترا         | وسط    | ديفيد برتون      |
| 13    | إنجلترا         | حارس   | لي بورج          |
| 14    | بلجيكا          | وسط    | فرانك موسى       |
| 15    | إنجلترا         | مدافع  | داني سيبرون      |
| 17    | إنجلترا         | وسط    | بيلي دانيلز      |
| 18    | إنجلترا         | مدافع  | هارون فيليبس     |
| 19    | إنجلترا         | مدافع  | جوردن ويليس      |
| 20    | إنجلترا         | مهاجم  | كالوم ويلسون     |
| 24    | إنجلترا         | مدافع  | جوردن كلارك      |
| 25    | إسكتلندا        | مدافع  | ستيوارت أوركهارت |
| 26    | إنجلترا         | وسط    | مارك مارشال      |
| 27    | إنجلترا         | وسط    | انطون روبنسون    |
| 30    | إنجلترا         | وسط    | لويس غارنر       |
| 31    | إنجلترا         | مدافع  | ريان هاينز       |
| 33    | إنجلترا         | مهاجم  | بن ماوند         |
| 34    | إسكتلندا        | وسط    | لويس رانكين      |
| 35    | إسكتلندا        | حارس   | اليكس غوت        |
| 36    | إنجلترا         | وسط    | جيمس ماديسون     |
| 37    | ويلز            | وسط    | جورج توماس       |
| 39    | إنجلترا         | وسط    | ايفور لوتون      |
| 40    | إنجلترا         | وسط    | جاك فينش         |